# 宮古市立崎山小学校
宮古市立崎山小学校（みやこしりつさきやましょうがっこう）は、岩手県宮古市崎山にある公立小学校。

## 沿革
- 1876年（明治9年） - 崎山小学創立。
- 1888年（明治21年） - 古里学校を統合し、崎山簡易学校と改称。
- 1892年（明治25年） - 崎山尋常小学校と改称。
- 1919年（大正8年） - 箱石分教場設置。
- 1930年（昭和5年） - 高等科を併置し、崎山尋常高等小学校と改称。
- 1941年（昭和16年） - 国民学校令により、崎山国民学校と改称。
- 1947年（昭和22年） - 学制改革により、宮古市立崎山小学校と改称。
- 1961年（昭和36年） - 箱石分校が、大火により焼失。
- 1963年（昭和38年） - 箱石分校落成。
- 1971年（昭和46年） - はまゆり分校設置。
- 1979年（昭和54年） - はまゆり分校廃止。宮古市立はまゆり養護学校[3]として開校。
- 1995年（平成7年） - 箱石分校廃校。
- 2013年（平成25年）11月 - 新校舎完成[4]。

## 学校教育目標
心豊かで　たくましい子どもの育成
1. 明るく豊かな心を持つ子(明るく)
2. よく考え進んで学ぶ子(かしこく)
3. 体を鍛えたくましい子(たくましく)

## 児童数
2023年（令和5年）5月1日時点
| 学年 | 1年 | 2年 | 3年 | 4年 | 5年 | 6年 | 特別支援 | 合計 |
| ---- | --- | --- | --- | --- | --- | --- | -------- | ---- |
| 学級 | 1   | 1   | 1   | 1   | 1   | 1   | 3        | 9    |
| 児童 | 21  | 21  | 30  | 22  | 23  | 31  | 10       | 158  |

## 学区
- 松月・女遊戸・古里・日出島・大付・下在家・大沢・早稲栃・崎山・箱石[6][7]

## 進学先中学校
- 宮古市立崎山中学校[7]

## 学校周辺
- 宮古市立崎山中学校 - 敷地が隣接で、主な進学先中学校。
- 宮古市立崎山保育所 - 敷地が隣接で、進学前保育所。

## 交通
宮古市道崎山小学校線沿いにある学校正門まで
- 岩手県北バス
  - 「A11」・「A13」の各系統で、「崎山小中学校前」バス停（宮古市道トロノ木1号線上[8]）下車[9]後、
    - 崎山ニュータウン行のりばから、徒歩約190m・約3分。
    - 宮古駅前行のりばから、徒歩約155m・約2分。
      - なお、バス停から校地はすぐそばだが、学校正門までは、少々の徒歩移動を伴う。

  - 「A23」・「A24」・「A31」の各系統で、「崎山」バス停（国道45号線上）下車後、
    - 田老・岩泉方面行のりばから、徒歩約1km・約15分。
    - 宮古駅前方面行のりばから、徒歩約1.1km・約17分。
- JR東日本山田線・三陸鉄道リアス線宮古駅から、上述の県北バスで、「崎山小中学校前」バス停まで「A11」系統で17分、中里団地集会所経由の「A13」系統で24分。
  - なお、本校の最寄駅は三陸鉄道リアス線一の渡駅だが、一の渡駅から本校まで、徒歩約2.2km・約35分ほどかかる。